# 13.º distrito congresional de Nueva Jersey
El 13.º distrito congresional fue un distrito congresional que eligía a un Representante para la Cámara de Representantes de los Estados Unidos por el estado de Nueva Jersey.  Según la Oficina del Censo, en 2011 el distrito tenía una población de 680 906 habitantes. El distrito se disolvió a partir del 113.º Congreso de los Estados Unidos.

## Geografía
El 13.º distrito congresional se encontraba ubicado en las coordenadas 40°43′41″N 74°4′40″O / 40.72806, -74.07778.

## Demografía
Según la Oficina del Censo de los Estados Unidos, en 2011 había 680 906 personas residiendo en el 13.º distrito congresional. De los 680 906 habitantes, el distrito estaba compuesto por 419 612 (61.6%) blancos; de esos, 395 861 (58.1%) eran blancos no latinos o hispanos. Además 86 565 (12.7%) eran afroamericanos o negros, 1 962 (0.3%) eran nativos de Alaska o amerindios, 59 311 (8.7%) eran asiáticos, 291 (0%) eran nativos de Hawái o isleños del Pacífico, 109 161 (16%) eran de otras razas y 27 755 (4.1%) pertenecían a dos o más razas. Del total de la población 339 273 (49.8%) eran hispanos o latinos de cualquier raza; 27 708 (4.1%) eran de ascendencia mexicana, 87 905 (12.9%) puertorriqueña y 31 622 (4.6%) cubana. Además del inglés, 3 628 (46.2%) personas mayor a cinco años de edad hablaban español perfectamente.
El número total de hogares en el distrito era de 249 287, y el 62.2% eran familias en la cual el 30.5 tenían menores de 18 años de edad viviendo con ellos. De todas las familias viviendo en el distrito, solamente el 36.4% eran matrimonios. Del total de hogares en el distrito, el 7.4 eran parejas que no estaban casadas, mientras que el 0.6% eran parejas del mismo sexo. El promedio de personas por hogar era de 2.68. 
En 2011 los ingresos medios por hogar en el distrito congresional eran de US$50 538, y los ingresos medios por familia eran de US$72 675. Los hogares que no formaban una familia tenían unos ingresos de US$96 211. El salario promedio de tiempo completo para los hombres era de US$46 852 frente a los US$39 789 para las mujeres. La renta per cápita para el distrito era de US$27 140. Alrededor del 18% de la población estaban por debajo del umbral de pobreza.